# Marko Barlecaj
Marko Barlecaj (Vukovar, 21. rujna 1970.), bivši je hrvatski nogometaš.

## Klupska karijera
Do 1991. godine trenirao je u "SC Pfullendorfu".
Nakon što je 1995. godine otišao iz Oberligaša "Pfullendorfa", otišao je igrati u "DSF Ditzingen", zatim "Wacker Burghausena" (1995. – 1997.) i pri drugoj momčadi "TSV 1860 Münchena".
1999. godine vratio se je u Regionalligaša "Pfullendorfa" u kojemu ostao je do 2004. godine.

## Priznanja

### Individualna
- U sezoni 2000./01. bio je prvi strijelac Regionallige Süd.

## Vanjske poveznice
- Marko Barlecaj na transfermarkt.de  Arhivirana inačica izvorne stranice od 30. rujna 2007. (Wayback Machine) (njem.)
- Statistike na fussballdaten.de (njem.)